# Sogliano al Rubicone

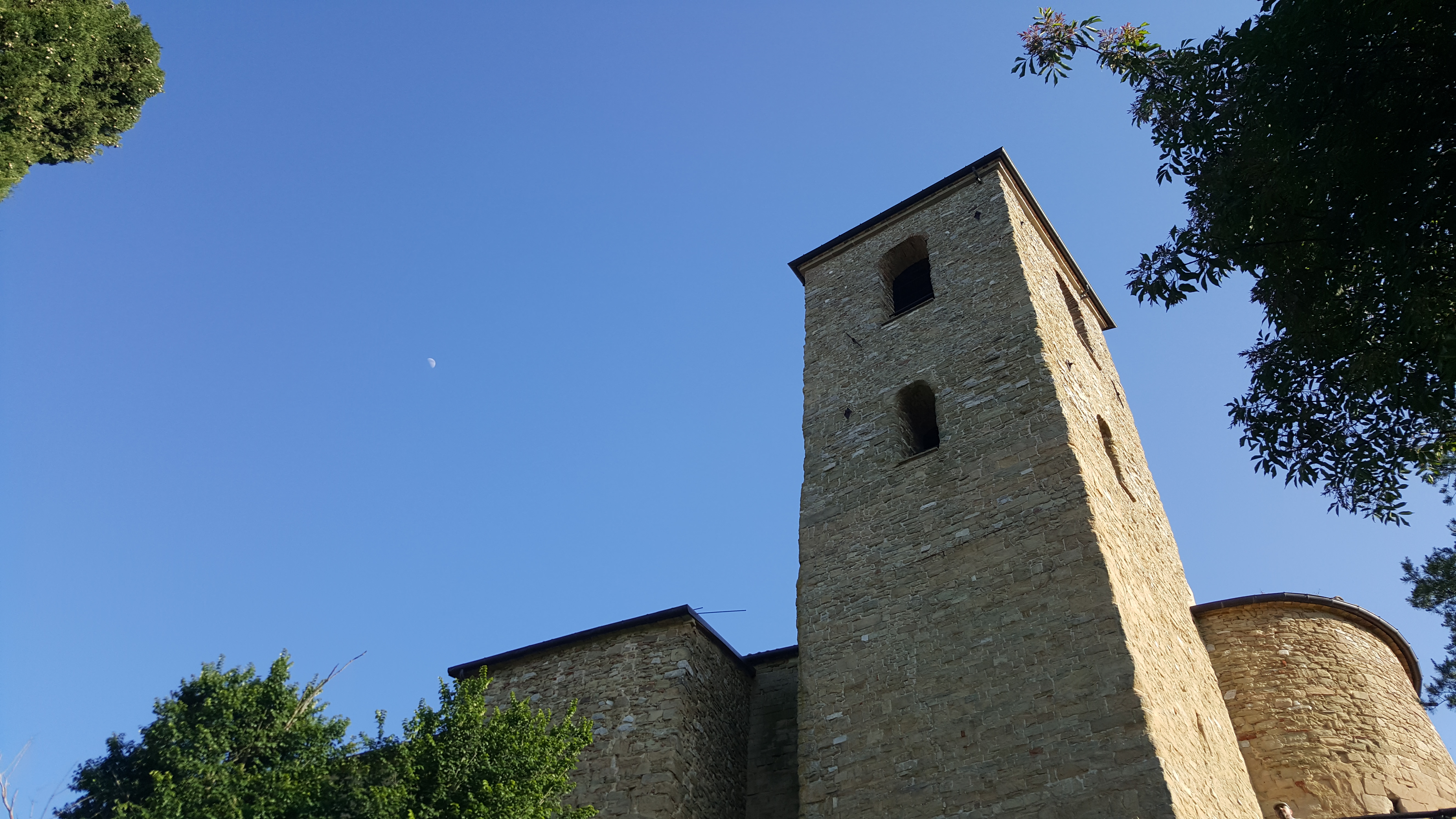
Sogliano al Rubicone.. Montetiffi

Sogliano al Rubicone (Sujén in romagnolo) è un comune italiano di 3 159 abitanti della provincia di Forlì-Cesena in Emilia-Romagna.

## Storia
Il toponimo pare derivare da Fundus Solliani, nome originario del territorio su cui sorse l'abitato..
Nel periodo medioevale Sogliano fu castello dei Malatesta di Rimini, sul quale esercitarono il loro dominio più duraturo; infatti vi governarono sino al 1640, anno in cui passò allo Stato Pontificio.
A partire dal Settecento a Capannaccio, Montegelli e Montetiffi vennero aperte tre miniere di carbone, che restarono attive fino agli anni Quaranta del Novecento.
Nel corso del XIX secolo,  per delibera del consiglio comunale, il castello, che sorgeva nel punto più alto del paese, venne abbattuto, realizzando al suo posto un'ampia piazza, necessaria alla cittadina per il suo ruolo di importante mercato agricolo.
Nei primi anni del XX secolo studiarono, e soggiornarono, nel locale convento delle Agostiniane le sorelle del poeta Giovanni Pascoli, il quale fu profondamente legato al luogo e ad esso dedicò diverse poesie.
Negli anni dal 1950 al 1970 la cittadina visse un periodo di forte spopolamento a seguito del notevole sviluppo economico della pianura, e la sua popolazione si ridusse di due terzi nel breve periodo di vent'anni. Dagli anni ottanta ha conosciuto una ripresa economica legata al rilancio della produzione del formaggio di fossa (che in realtà non è mai cessata fin dal periodo malatestiano), prodotto tipico del luogo.

### Simboli
Lo stemma è utilizzato dal Comune ma non risulta abbia ricevuto una concessione ufficiale.
Secondo le informazioni fornite dal Comune al commissario del Legato pontifico, card. Gaetano Bedini, nel 1851, lo stemma compariva già in un sigillo del XV secolo; in precedenza vi sarebbe stata anche effigiata, probabilmente per assonanza col toponimo, una testa del dio Giano.
Il gonfalone è un drappo di azzurro.

## Monumenti e luoghi d'interesse

### Architetture religiose (capoluogo)

#### Chiesa di San Lorenzo
È la chiesa principale e spicca visivamente per la collocazione elevata e per il suo campanile che è una delle due torri della cittadina. Conserva i resti di alcuni Malatesta.

#### Chiesa del Suffragio
Si trova in piazza Mazzini accanto alla torre civica. I lavori di costruzione iniziarono nel 1671 per l'iniziativa della Compagnia del Suffragio e venne aperta al culto nel 1679. L'interno è ad unica navata con due cappelle laterali, probabilmente aggiunte alla costruzione originaria agli inizi del XVIII secolo. Ha un ingresso a bussola, ancora originale in legno, così come la balaustra dell'organo. Al suo interno sono custodite le opere d'arte più importanti di Sogliano:
- La tela raffigurante la Madonna delle Vigne era conservata nell'antico oratorio che porta lo stesso nome.
- La Madonna del Carmine, statua ottocentesca in cartapesta custodita nella cappella di destra.
- Il secentesco Battesimo di Cristo collocato a sinistra dell'altare maggiore.
- il Crocifisso ligneo dorato, coperto proveniente da Verucchio, collocato nella prima cappella laterale di sinistra.
- Il paliotto e la tela posta sull'altare dell'altare maggiore che è diviso in due sezioni che rappresentano nella parte inferiore le Anime del Purgatorio salvate dagli Angeli mentre in quella superiore la Beata Vergine Maria che tiene in braccio Gesù Bambino:
- La via Crucis proveniente dall'Oratorio di San Francesco di Paola.

#### Monastero di Santa Maria della Vita
Sorge di fronte alla chiesa della Madonna dello Spasimo nel centro storico.
Nel 1824, l'edificio che ora ospita il Monastero delle Carmelitane e l'annessa Chiesa dello Spasimo vennero donati al Convento delle Monache Agostiniane, quando il parroco Don Paolo Mariani venne a conoscenza che il convento delle monache di clausura di Roncofreddo sarebbe stato soppresso a breve e decise di adattare un edificio della parrocchia a ospitare le suore. Le Agostiniane vi rimasero fino ai primi anni novanta, quando furono sostituite dalle Carmelitane, che attualmente vi abitano.

#### Chiesa della Madonna dello Spasimo
Risale ai primi anni del XVI secolo ed è l'unico edificio visitabile dal pubblico di tutto il monastero di Santa Maria della Vita: l'oratorio venne edificato secondo il volere di Ramberto Malatesta per la popolazione che viveva fuori dalle mura del castello. In origine era più piccola e orientata diversamente: aveva l'abside in quella che è la cappella di destra e la porta dove oggi è situato l'altare maggiore. L'ampliamento avvenne dopo il 1824, quando venne donato al convento delle Monache Agostiniane.

#### Chiesa di Santa Lucia
Sorge in via della Resistenza, accanto al palazzo omonimo voluto dal notaio Sabattini. La facciata, in mattoni a vista, si presenta in stile gotico, con un rosone centrale delimitato da due lesene, sia a sinistra che a destra e termina con un frontone slanciato delimitato da due guglie. Al suo interno è collocato un quadro raffigurante la martire Santa Lucia, realizzato probabilmente da Alessandro Guardassoni, a cui è dedicata la piccola chiesa.

#### Oratorio di San Francesco di Paola
Annesso a Palazzo Nardini, nel cuore di piazza Garibaldi, è un piccolo edificio eretto nel 1748 per volontà del conte Antonio Maria Marcosanti sul lato sinistro del suo palazzo, in stile barocco settecentesco.

### Architetture religiose nelle frazioni

#### Chiesa di San Matteo (Savignano di Rigo)
Come tante altre chiese della zona, fu inizialmente cappella del Castello e divenne parrocchiale tra la fine dell'Ottocento e l'inizio del Novecento. La chiesa attuale, fu costruita nel 1908 e i parroci vi hanno risieduto fino al  1985. La parrocchia è l'ultima appartenente alla Diocesi di Rimini, ai confini con quelle di San Marino-Montefeltro e di Cesena-Sarsina.

#### Chiesa di San Pietro (Strigara)
Situata nella frazione di Strigara, della parrocchia si hanno ricordi vaghi: una prima chiesa fu costruita sotto il castello, nella piana, dove risiedevano anche i cortigiani e i contadini. Poi probabilmente una frana si portò via la chiesa e parte delle abitazioni. Così la cappella del castello risultò anche chiesa parrocchiale. Conclusasi la storia del castello, la chiesa rimase e fu ampliata ed è quella che si può osservare ancora oggi. La popolazione però continuò ad abitare e a fabbricare case nuove nella parte bassa, detta La Piana. Così, data la vetustà della chiesa del castello e l'opportunità di una maggior vicinanza alla popolazione, nel 1953 il vescovo monsignor Antonio Bergamaschi della Diocesi di San Marino-Montefeltro fece erigere una nuova chiesetta, dedicata alla Sacra Famiglia, lasciando alla vecchia chiesa il titolo di San Pietro. Col passaggio alla diocesi di Rimini nel 1977 la parrocchia di Strigara fu soppressa e inglobata in quella di Sogliano al Rubicone.

#### Chiesa di San Paolo (San Paolo all'Uso)
Costruita nel 1958 sostituisce la precedente chiesa parrocchiale situata nella frazione di San Paolo all'Uso. La costruzione, in stile moderno molto semplice, custodisce un crocifisso ligneo realizzato da padre Agostino Venanzio Reali che abbellisce l'altare maggiore.

#### Chiesa di San Leonardo (Montetiffi)
L'abbazia è costruita su uno sperone roccioso che domina la valle, nel cuore del Montefeltro. La struttura interamente in pietra concia ha una pianta a croce latina, con un'unica navata. Solo nel XVII secolo sono state costruite due cappelle laterali e una cantoria in legno per ospitare l'organo. L'abside fondata sulla roccia fa pensare a maestranze comacine. Edificata a metà dell'XI secolo, è uno dei più importanti monumenti romanici in Romagna.
Donata nel 1089 all'ordine benedettino dai capofamiglia del luogo, l'abbazia fu restaurata nel 1334 su ordine dell'abate Bartolo per assumere la funzione di protezione militare, viste le aspre lotte tra guelfi e ghibellini che attraversavano il Montefeltro. A testimonianza di ciò vi è un'epigrafe incisa sul muro interno, nella navata. Nel XV secolo viene data in giuspatronato ai Conti Silighini e in commenda ai Guidi di Bagno di Montebello, per poi passare all'altro ramo della famiglia, i conti Poppi, che la ressero fino a circa il 1800.
All'interno si trovano dei residui di affreschi del XIV-XV secolo raffiguranti svariati santi, alcuni dei quali citati anche nell'epigrafe datata 1120 su un antico cippo d'altare, collocato nel transetto. L'altare maggiore presenta parti in legno dipinto e dorato e altre in scagliola dipinta principalmente in bianco e nero, con motivi vegetali e antropomorfi.
Scarsamente visibili, nel transetto alla base del campanile vi sono bassorilievi che ricordano il tema dell'arbor vitae. La torre campanaria è collocata a lato della chiesa, dalla parte dello strapiombo, ed è dotata di due ordini di monofore a tutto sesto, il più alto dei quali è di dimensioni maggiori, e appartiene alla cella campanaria. La campana risale al XVII secolo.
Il presbiterio mantiene una copertura a volta con abside, la restante parte della navata è ora a capriate, nonostante si vedano gli attacchi di arcature che fanno presumere la precedente totale copertura a botte. All'interno si trovano due confessionali in legno dell'Ottocento e tre quadri, di cui uno raffigurante la vita di San Leonardo e dipinto nel 1861, è di un pittore di Gatteo (FC).

#### Chiesa di San Paterniano
San Paterniano di Massamanente venne fatta costruire nel 1635, anno in cui era parroco Don Pasquino Roselli di Secchiano Marecchia come informa una lapide nei pressi della sacrestia. L'edificio presenta una facciata molto semplice di pietre e mattoni a vista con un'unica finestra rettangolare sopra la porta d'ingresso principale: anticamente aveva anche un altro ingresso sul fianco sinistro, del quale si notano le tracce.

#### Chiesa di Santa Maria Riopetra
La chiesa di Santa Maria Riopetra,  con annessa casa parrocchiale, venne fatta erigere nel 1789 per volere del sacerdote don Giambattista Ricci. Nel 1905 don Giambattista Ceroni allungò l'edificio donandogli l'attuale facciata con la scalinata di accesso e una bifora sopra al portone d'ingresso. Nel 1939 i parrocchiani e il parroco don Guido Nucci adornarono la chiesa con nuovi altari e con una nuova sagrestia. Al suo interno è da ammirare un organo di stile tipicamente rurale, in legno dipinto, che risale al 1700 ed è il più antico in tutto il comune.

#### Chiesa di Santa Maria Assunta (Vignola)
Risalente al 1866 venne edificata in sostituzione all'antica chiesa che sorgeva nella vicinissima località di Curto circa mille anni fa, andata distrutta a causa di una frana. All'interno si trova una tela raffigurante Maria Assunta in gloria con angeli realizzata nel 1886 da Sante Nucci, stesso pittore della Madonna della Cintura conservata all'interno della chiesa della Madonna dello Spasimo.
Il tempietto di San Donato originariamente era un oratorio annesso alla chiesa di Santa Maria Assunta (chiesa parrocchiale di Vignola), utilizzato anche come luogo di sepoltura. Sorge sul luogo di una cruenta battaglia della seconda guerra mondiale, tra tedeschi e inglesi, ed è stato restaurato da pochissimo tempo. All'interno era conservata una tela anonima, poi scomparsa, che raffigurava la Madonna col Bambino, san Sebastiano (santo Patrono della cittadina di Sogliano al Rubicone) e san Donato che teneva in mano il calice del miracolo. Della tela però, è rimasta un'immagine fotografica che ha permesso le realizzazione di un nuovo quadro che si trova nella chiesa.

#### Pieve di Santo Stefano in Murulo (Montegelli)
La fondazione originaria della pieve sembra risalire al VII-VIII secolo, ma non ne è rimasta traccia. La chiesa attuale, in stile romanico, risale al XII secolo; nel tempo ha subito molti rifacimenti fra cui il più importante riguarda l'orientamento dell'edificio. L'attuale facciata venne realizzata nel 1913, lo stesso anno in cui la navata venne allungata di due metri e venne capovolto l'orientamento della pieve: alcune ipotesi sostengono che l'inversione sia avvenuta prima del 1600. Più avanti l'alzaia antistante fu sostituita dalla scalinata tutt'oggi presente sul sagrato della Pieve rendendola più alta e maestosa.
A fianco dell'edificio, sul lato mare, sorge il campanile che risale al XIX secolo. All'interno della pieve, sull'altare maggiore è conservato il Martirio di Santo Stefano di Vincenzo Lasagni, tela che raffigura il santo che sta per cadere sotto il tiro di pietre lanciate dai suoi carnefici; il piccolo Saulo fa guardia ai vestiti e il Padre Eterno, innalzandosi in volo sulle nuvole, dona coraggio e vita al primo martire della chiesa. Sul lato sinistro della navata della pieve si trova il battistero con la vasca battesimale di pietra istriana che risale al XVI secolo. La vasca, larga 59 cm e alta 43 cm, è stata lavorata a ruvido solo sul lato frontale, ove si trova uno stemma a bassorilievo inquadrato da uno scudo rivolto con la punta in basso, è appoggiata su un cippo di muratura ed è chiusa con un coperchio piramidale di legno antico.

#### Oratorio di Sant'Agnese (Montegelli)
Costruito nel 1854 da Brunetti, poi passato alla famiglia Nucci, sorge nel paesino di Montegelli, non lontano dalla pieve di Santo Stefano in Murulo.

#### Chiesa di San Biagio (Rontagnano)
La chiesa parrocchiale di San Biagio di Rontagnano sorge sulla sommità del colle nel luogo in cui una volta si ergeva un antico castello, oggi ribattezzato col nome di Piazza Castello: la costruzione è databile alla prima metà dell'Ottocento. Esternamente l'edificio appare molto semplice, l'unico motivo della facciata è un finto rosone, mentre all'interno della chiesa sono conservati alcuni interessanti arredi provenienti dalla vecchia chiesa parrocchiale e dall'oratorio della Rocca; meritano particolare attenzione un inginocchiatoio ligneo del XV secolo, la pala d'altare e l'organo del XVIII secolo.
Dietro l'abside della chiesa sorge il campanile, nonché la torre civica, costruita intorno al XII secolo e annessa ad una parte di resti dell'antica fortificazione.

#### Chiesa della Natività di Maria Santissima (Pietra dell'Uso)
È stata edificata sulla roccia di Pietra dell'Uso; non è nota la data di costruzione ma si presume che sia di epoca medioevale. Eretta sui resti di una roccaforte e una torre di avvistamento, per anni di proprietà della Curia, è stata sconsacrata e venduta al comune di Sogliano affinché procedesse al restauro conservativo. Al momento non è possibile visitare l'interno, con il campanile del XVII secolo.

#### Altri edifici religiosi
- Oratorio dell'Annunziata
- Chiesa di San Martino in località Bagnolo
- Chiesa della Madonna delle Nevi in località Montetiffi
- Chiesa di San Luca in località Montetiffi
- Chiesa di Sant'Apollinare in località Ginestreto
- Chiesa di Santa Maria in località Meleto
- Chiesa di San Bartolomeo in località Ca' Domenichino
- Chiesa di San Benedetto in località Vernano

### Architetture civili
- Palazzo Ripa - Marcosanti ospita alcune importanti collezioni. La prima, ubicata al primo piano dell'edificio, è dedicata al Disco d'Epoca. La seconda, al secondo piano, è dedicata all'Arte Povera.
- Palazzo del Conte Nardini (antica sede del Palazzo della Ragione durante il periodo malatestiano, oggi sede di Sogliano Ambiente S.p.a.)
- Teatro Elisabetta Turroni. Ubicato in Piazza G. Mazzini, è stato fondato nel 1867. Negli anni ‘50 è stato utilizzato come cinematografo e nel 1954 è stata restaurata la facciata neoclassica. Radicalmente restaurato nel 1997, è dotato di 131 posti. Nel 2001 è stato intitolato all’artista cesenate, di origini soglianesi, Elisabetta Turroni, prematuramente scomparsa dopo essersi dedicata intensamente all’arte teatrale, alla letteratura e alla poesia.[10] In ricordo di Elisabetta all'interno si trova una targa dell’artista soglianese Giancarlo Balzani ed una scultura dell’artista cesenate Leonardo Lucchi.
- Piazza Matteotti (ex Piazza Umberto I).

## Società

### Evoluzione demografica
Abitanti censiti

### Etnie e minoranze straniere
Secondo i dati ISTAT al 31 dicembre 2009 la popolazione straniera residente era di 311 persone. Le nazionalità maggiormente rappresentate in base alla loro percentuale sul totale della popolazione residente erano:
- Marocco 72 2,23%
- Romania 45 1,39%
- Albania 43 1,33%
- Bulgaria 36 1,12%

## Cultura

### Musei

#### Museo di arte povera
Il museo rappresenta per molti aspetti la vita reale di tempi ormai passati. Foglietti, figurine, santini che non solo sono un antico mezzo di comunicazione, ma raccontano la storia di chi li ha utilizzati. I pezzi raccolti risalgono per lo più nella seconda metà dell'Ottocento.

#### Museo del disco d'epoca
Ricostruisce, attraverso numerosi reperti, alcuni particolarmente preziosi e rari, la storia della registrazione sonora.

#### Museo Leonardo da Vinci e la Romagna
Custodisce manoscritti, studi e disegni realizzati dal genio fiorentino durante il suo soggiorno in Romagna (1502-1503). L'esposizione permanente è nata dall'idea dell'architetto cesenate Pino Montalti.

### Cucina
Prodotto gastronomico caratteristico di Sogliano è il formaggio di fossa, un particolare tipo di formaggio, di tipo vaccino o pecorino, stagionato in antiche fosse da grano sotterranee, antiche di secoli, nelle quali acquisisce un sapore molto intenso e assai peculiare; dopo essere stato quasi dimenticato, a partire dagli anni Novanta del Novecento ha raggiunto notorietà e apprezzamento crescenti. Nel 2009 ha ottenuto la Dop con la denominazione Formaggio di Fossa di Sogliano DOP.

### Eventi

#### Fiera del Formaggio di Fossa
La fiera del formaggio di Fossa svolge ogni anno nel corso di tre domeniche fra la fine novembre e l'inizio di dicembre. Vengono presentati i prodotti tipici soglianesi, come le teglie in argilla di Montetiffi.

#### Sagra del savòr
Si svolge ogni anno nell'ultimo fine settimana di settembre nella frazione Montegelli.

## Geografia antropica

### Frazioni

#### Montegelli
Si trova a 7 km dal capoluogo, e si trova a breve distanza dalla superstrada E45. Il nome significa piccolo monte e vi sorgeva un'antica fortezza,  distrutta nel 1307, ricostruita e poi definitivamente abbattuta nel 1462. Vi sorgono la Pieve di Santo Stefano in Murulo e l'Oratorio di Sant'Agnese

#### Montetiffi
Si trova a 11 km dal capoluogo, lungo la strada provinciale n. 88 «Alto Uso». Il borgo che può vantare insediamenti di epoca romana è stato per secoli il luogo di collegamento tra la Romagna e il Montefeltro attraverso il ponte sull'Uso, utilizzato anche per il contrabbando. Altra importante fonte di sostentamento è stato il commercio esclusivo delle teglie (o testi) per cuocere la piadina). Al giorno d'oggi solo un tegliaio è attivo in località Ville di Montetiffi, 2 km più a valle. Le teglie sono fatte in terracotta e l'argilla viene raccolta nel territorio circostante così come l'acqua, che proviene dalle sorgenti del posto.
Ai piedi della salita che conduce al borgo si trovano le due antiche chiese, che sorgono nel luogo in cui gli abitanti seppellivano i propri defunti, della Madonna delle Nevi e di San Luca. Entrambe, probabilmente, erano già esistenti in epoca medievale, anche se il loro aspetto attuale risale al XVIII secolo.

Su uno sprone roccioso è situata l'Abbazia benedettina di San Leonardo, una delle chiese romaniche più importanti della Diocesi di Rimini.
Montetiffi è citata da Giovanni Pascoli nel poemetto L'Asino

#### Santa Maria Riopetra
A 9 km da Sogliano si trova la Chiesa di Santa Maria Riopetra, costruita nel 1789.

#### Strigara
È una frazione posta lungo la SP 11. Ha una popolazione di 76 abitanti, comprendendo la località propria e quella contigua di Serra. Vi nasce il torrente Pisciatello che, secondo alcuni studiosi, sarebbe il nome attuale del Rubicone attraversato da Giulio Cesare. In passato fu dominio dei Malatesta che, comprando le terre che vanno litorale del mare fino al castello di Sogliano, misero le mani anche su Strigara. Certamente nel 1305, come risulta da un estratto di rogito, comprarono il castello, ultimo baluardo di difesa sul confine coi duchi Della Faggiola di Urbino, che avevano messo un loro Prefetto nel dirimpettaio Montegelli. Interessanti sono i ruderi dell'antico castello malatestiano, utilizzato dalla famiglia fino al XVII secolo e poi crollato: restano solamente alcuni frammenti di muro situati di fronte alla Chiesa di San Pietro.

## Amministrazione
Di seguito è presentata una tabella relativa alle amministrazioni che si sono succedute in questo comune.
| Periodo        | Periodo        | Primo cittadino    | Partito                                                        | Carica  | Note   |
| -------------- | -------------- | ------------------ | -------------------------------------------------------------- | ------- | ------ |
| 14 luglio 1985 | 26 maggio 1990 | Giovanni Fesani    | Partito Repubblicano Italiano                                  | Sindaco | [ 21 ] |
| 26 maggio 1990 | 28 aprile 1997 | Agostino Piscaglia | Partito Comunista Italiano, Partito Democratico della Sinistra | Sindaco | [ 21 ] |
| 28 aprile 1997 | 14 maggio 2001 | Arturo Bolognesi   | Centro-sinistra                                                | Sindaco | [ 21 ] |
| 14 maggio 2001 | 16 maggio 2011 | Enzo Baldazzi      | Centro-sinistra                                                | Sindaco | [ 21 ] |
| 16 maggio 2011 | 4 ottobre 2021 | Quintino Sabattini | Centro-destra Cambiare con coraggio                            | Sindaco | [ 21 ] |
| 4 ottobre 2021 | in carica      | Tania Bocchini     | Lista civica di centro-sinistra Sogliano di tutti              | Sindaco | [ 21 ] |

### Gemellaggi
- Meziboří
- Sayda